# Икшкиле
Икшчиле () (на латвийски: Ikšķile) е град в централна Латвия, намиращ се в историческата област Видземе и в административен район Огре. Градът се намира на 19 km от столицата Рига.

## История
През по-голямата част от историята си Икшчиле е известен с немското си име Юкскюл. Градът е бил сред главните центрове на Ливонския орден, управлявал с векове целия балтийски регион. За първи път Юкскюл е споменат в „Хрониката на Хенрих от Ливония“, описваща историческите събития в областта от 1180 до 1227. В хрониката е упоменато и името на първия епископ на града Майнхарт. През 1197 Бертолд, цистерстиански свещеник от немския град Локум, става вторият епископ на града. По това време Юкскюл е център на ливонското кръстоносно движение, но под напора на бранещите земите си ливи епископ Бертолд премества епископията от Икшчиле в Рига, а впоследствие намира смъртта си при една от битките с ливите.
През 1992 Икшчиле официално получава статут на латвийски град.
Името на града произлиза от ливонската дума ükskül (на естонски: üksküla), която в превод буквално означава село номер едно/едно село.